# Трезель, Камиль Альфонс
Камиль Альфонс Трезель (фр. Camille Alphonse Trézel; 5 января 1780, Париж — 11 апреля 1860, там же) — французский военный и государственный деятель, военный министр и пэр Франции периода Июльской монархии.

## Биография
Участник революционных и наполеоновских войн. В 1801 поступил чертёжником в Военное ведомство. В 1803 получил чин поручика Корпуса инженеров-топографов.
В 1804 переведён в голландскую армию, в следующем году — помощник инженера-топографа. После польской кампании поручик Трезель был прикомандирован к посольству в Армению (1805—1806) и посольству Гильемино в Персию (1807—1808). После возвращения в 1809 году на родину — секретарь Комитета по установлению границ Иллирии, в 1810 году был произведен в капитаны и направлен в наполеоновскую армию в Испании. В конце 1811 года работал в топографическом Ганзейском ведомстве в Германии.
Принимал участие в походе на Россию в 1812 году.
Участник римской кампании, адъютантом-командантом сражался в Пруссии во время войны шестой коалиции (1813), затем — начальник штаба 13-й дивизии, участник обороны Майнца.
Во время возвращения императора Наполеона I во Францию — вновь в рядах Великой армии. В битве при Линьи был тяжело ранен, потерял левый глаз. За проявленную храбрость в 1815 году получил чин бригадного генерала. Однако это назначение было отменено в следующем месяце по приказу Бурбонов.
В 1818 году в чине полковника на службе в армии Франции. В 1828 году заместителем начальника штаба участвовал в военной экспедиции в Морею и откомандирован в греческую армию в качестве советника в начале 1829 года.  .
В 1829 году произведен в фельдмаршалы.
В 1831 году отправлен в Африку. Во время сражений в Алжире; в числе прочих, принимал участие в крайне неудачном для французов походе на Константину в 1836 году. За время кампании был дважды ранен.
В 1846 году сделан пэром, в 1847 году — военным министром, руководил военным воспитанием графа Парижского и герцога Шартрского.
Автор мемуаров «Voyage en Arménie et en Perse: fait dans les années 1805 et 1806. Notice sur le Ghilan el Mazenderan» (1826).

## Награды
- Великий офицер Ордена Почётного легиона